# Пам'ятка природи місцевого значення «Дуб красень» (втрачена)
Пам'ятка природи місцевого значення «Дуб красень» (втрачена) була оголошена рішенням Черкаського облвиконкому № 597 від 28.11.1979 (Таганчанське лісництво Корсунь-Шевченківського лісгоспзагу, кв 18, у Черкаській області). Площа 0,1 га.
Зазначена причина створення: «дерево дубу віком 150 років, висота 31 м, діаметр 120 см».
Рішенням Черкаської обласної ради № 354 від 21.11.1984 «Про мережу територій і об'єктів природно-заповідного фонду області» пам'ятка природи була скасована.
Скасування статусу відбулось із зазначенням причини «дерево всохло»..